# Desgracia (novela)
Desgracia es la octava novela del escritor sudafricano J. M. Coetzee, Premio Nobel de 2003. La obra fue galardonada en 1999 con el prestigioso Premio Booker, lo que convierte al autor en el único que lo ha obtenido dos veces. La primera edición en español fue presentada por la editorial Mondadori un año después (en 2000), traducida por Miguel Martínez-Lage.

## Sinopsis
David Lurie es un académico dos veces divorciado y experto en poesía romántica inglesa, docente de la Universidad Técnica de Ciudad del Cabo, que pierde contacto con la meretriz que solía frecuentar debido a que ésta decide reformar su vida. Aunque intenta, empleando detectives privados, volver a contactarse con ella, es rechazado. Inicia entonces un affair con una de sus alumnas, una joven de nombre Melanie Isaacs, con quien tiene intimidad forzándola, y en más de una oportunidad. El novio de la muchacha (de nombre Ryan) encara al profesor. Por su parte, Melanie desaparece de las clases que dicta Lurie. Este había cometido además otras faltas: había indicado que había asistido a una evaluación a la que ésta se ausentó y le asignó una calificación, pese a que la alumna había retirado su matrícula del curso, cosa que Lurie ignoraba. Finalmente es investigado luego que Melanie lo denunciara ante las autoridades universitarias y se descubrieran las otras faltas que había cometido, sin embargo, se niega a pedir disculpas, y pierde su puesto de docente en la universidad al negarse a firmar una declaración escrita por otro de antemano.
Posteriormente, viaja a una hacienda algo apartada, donde se reúne con su hija Lucy. Ahí se dedica al agro y al cuidado de mascotas ajenas, pero tiempo después son visitados por ladrones que roban enseres, violan a la hija y queman con líquido inflamable la cabeza del protagonista. En el lugar hace amistad con una mujer de nombre Bev Shaw, a quien cuenta sobre el problema reciente de su hija, el posible embarazo y la posibilidad de haber contraído alguna enfermedad de transmisión sexual. Ella se niega a abortar, pero no por convicciones morales ni religiosas; también se niega a denunciar la violación a la autoridad, algo que, según la percepción de David Lurie, es ser cómplice del delito.
Es noticia en el diario local. Tiempo después retorna a Ciudad del Cabo y cena con la familia de la chica de la que abusó sexualmente, que rezan antes de probar los alimentos y parecen por eso ser personas religiosas que lo perdonan. Comprueba que ya no puede tener acceso a los servicios de la universidad; además de que su departamento fue saqueado durante su ausencia.
Luego traba una conversación con una de sus exesposas por las peripecias que está viviendo. Ella critica la manera cómo él mismo arruinó su vida. En la ciudad aprovecha para ver a Melanie participar en una representación teatral, pero el novio lo acosa y lo echa. Regresa con su hija y agrede físicamente a un muchacho a quien sorprende espiando a su hija bañándose sin que ésta lo advirtiera. La novela termina cuando Bev Shaw (con quien también había llegado a tener sexo) le pregunta curiosa si renunciaría a su perro favorito, pues día a día eliminaban a los canes que tenían enjaulados. Lurie responde que sí.

## Recepción e interpretación
Según Adam Mars-Jones, escribiendo en The Guardian, "Cualquier novela ambientada en la Sudáfrica posterior al apartheid está destinada a ser leída como un retrato político, pero la fascinación de Desgracia es la forma en que alienta y cuestiona tal lectura al sostener alternativas extremas en tensión, salvación, ruina.” En la nueva Sudáfrica, la violencia se desata de nuevas formas, y Lurie y su hija se convierten en víctimas, pero el personaje principal no es un héroe; por el contrario, ejerce violencia a su manera, como se ve claramente en su desprecio por los sentimientos de su alumna, mientras la manipula para tener relaciones sexuales con él. Esta caracterización de la violencia tanto por parte del hombre 'blanco' como del 'negro' es paralela a los sentimientos en la Sudáfrica posterior al apartheid, donde el mal no pertenece solo al 'otro'. Al resistir la remisión de cada grupo a los polos positivo y negativo, Coetzee retrata toda la gama de capacidades y emociones humanas.
La novela se inspira en el conflicto social y político contemporáneo de Sudáfrica y ofrece una mirada sombría a un país en transición. Este tema de la transición se representa de varias formas a lo largo de la novela, en la pérdida de autoridad de David, la pérdida de la sexualidad y el cambio en la dinámica de poder de los grupos que alguna vez fueron únicamente dominantes o subordinados.
Sarah Ruden sugiere que: "Como en todas sus novelas de madurez, Coetzee trata aquí el tema de la explotación. Su enfoque favorito ha sido explorar el uso aparentemente inocuo de otra persona para satisfacer las necesidades emocionales más suaves de uno."
Esta es una historia de importancia tanto regional como universal. El personaje central es una persona confusa, a la vez un snob intelectual que desprecia a los demás y también una persona que comete errores escandalosos. Su historia también es local, es un sudafricano blanco en un mundo donde esos hombres ya no tienen el poder que alguna vez tuvieron. Se ve obligado a repensar todo su mundo a una edad en la que cree que es demasiado mayor para cambiar y, de hecho, debería tener derecho a no hacerlo. Este tema, sobre los desafíos del envejecimiento tanto a nivel individual como social, conduce a un verso, "No country, this, for old men", una referencia irónica al primer verso del poema de WB Yeats, "Navegando a Bizancio ". .Además, Lurie llama a su preferencia por las mujeres más jóvenes un "derecho del deseo", una cita retomada por el escritor sudafricano André Brink para su novela "Los derechos del deseo".
Sin embargo, al final de la novela, Lurie parece madurar más allá de su visión explotadora de las mujeres. Al reconocer el derecho de Lucy a elegir su rumbo en la vida, finalmente pone "su tensa relación en un plano más igualitario" — por primera vez en sus relaciones con mujeres. Su búsqueda de una relación sexual con Bev Shaw también marca un camino hacia la salvación personal, "al aniquilar su vanidad sexual y su sentido de superioridad".
Este es el segundo libro de Coetzee (después de Life and Times of Michael K ) donde el hombre se desmorona casi hasta la nada antes de encontrar una pequeña medida de redención en su aceptación forzada de las realidades de la vida y la muerte. Coetzee siempre ha situado a sus personajes en situaciones extremas que los obligan a explorar lo que significa ser humano. Aunque la novela tiene un estilo sobrio, cubre una serie de temas: la vergüenza personal, la subyugación de las mujeres, un país cambiante,  la poesía romántica y su alegoría y simbolismo .
Otro tema importante en la novela es la dificultad o imposibilidad de la comunicación y los límites del lenguaje . Aunque Lurie enseña comunicaciones en la Universidad Técnica de Ciudad del Cabo y es un estudioso de la poesía, el lenguaje a menudo le falla. Coetzee escribe: Aunque dedica horas de cada día a su nueva disciplina, encuentra absurda su primera premisa, tal como se enuncia en el manual Communications 101: "La sociedad humana ha creado el lenguaje para que podamos comunicarnos nuestros pensamientos, sentimientos e intenciones". .' Su propia opinión, que no ventila, es que el origen del habla está en el canto, y el origen del canto en la necesidad de llenar de sonido el alma humana demasiado grande y bastante vacía.
Una encuesta de 2006 de "luminarias literarias" realizada por el periódico The Observer nombró la obra como la "mejor novela de los últimos 25 años" de origen británico, irlandés o de la Commonwealth en los años comprendidos entre 1980 y 2005.
El 5 de noviembre de 2019 , BBC News incluyó a Desgracia en su lista de las 100 novelas más influyentes .

Una adaptación cinematográfica de Desgracia protagonizada por John Malkovich tuvo su estreno mundial en el Festival Internacional de Cine de Toronto en 2008, donde ganó el Premio Internacional de la Crítica.
| Predecesor              | Premios de Desgracia | Sucesor                             |
| ----------------------- | -------------------- | ----------------------------------- |
| Ámsterdam de Ian McEwan | Premio Booker (1999) | El asesino ciego de Margaret Atwood |